# 撒拉威足球協會
西撒哈拉足球協會（‎）是專門管轄西撒哈拉足球事務的組織。該組織成立於1989年，其總部設在安哥拉的西撒哈拉難民營（Sahrawi refugee camps）。由於西撒哈拉並不是主權國家，因此西撒哈拉足球協會並不能加入國際足協和非洲足協，但它是NF-會議的成員。